# شب‌دوست توماس
شب‌دوست توماس(نام علمی: Galago thomasi) نام یک گونه از سرده شب‌دوست کوچک است.